# Marsel İlhan
Marsel İlhan (ur. 11 czerwca 1987 w Samarkandzie) – turecki tenisista, reprezentant w Pucharze Davisa, medalista igrzysk śródziemnomorskich.

## Kariera tenisowa
W gronie profesjonalistów od 2006 roku.
Występując jako zawodowiec wygrał 4 turnieje rangi ATP Challenger Tour w grze pojedynczej.
Od roku 2007 jest reprezentantem Turcji w Pucharze Davisa. Do końca 2016 rozegrał dla drużyny 46 meczów – w singlu odniósł 29 zwycięstwa, a 4 w deblu.
Najwyżej w rankingu ATP singlistów zajmował 77. miejsce (2 marca 2015), a rankingu deblistów 564. pozycję (25 maja 2009).

### Zwycięstwa w turniejach ATP Challenger Tour w grze pojedynczej
| Końcowy wynik | Nr | Data | Turniej         | Nawierzchnia | Przeciwnik     | Wynik finału |
| ------------- | -- | ---- | --------------- | ------------ | -------------- | ------------ |
| Zwycięzca     | 1. | 2008 | Ramat ha-Szaron | Twarda       | Ivo Klec       | 6:4, 6:4     |
| Zwycięzca     | 2. | 2010 | Banja Luka      | Twarda       | Pere Riba      | 6:4, 7:6(4)  |
| Zwycięzca     | 3. | 2014 | Kazań           | Twarda       | Michael Berrer | 7:6(6), 6:3  |
| Zwycięzca     | 4. | 2016 | Izmir           | Twarda       | Cem İlkel      | 6:2, 6:4     |